# Tom Budin
Tom Budin, pseudonimo di Thomas William George Budin (Sydney, ...), è un disc jockey e produttore discografico australiano.

## Carriera
Tom Budin, conosciuto anche come BDN, diventa noto grazie a vari brani in pieno stile Future house come Keeto (We Party), Sizzle e Work It Out (assieme ad Higher Self) oltre ad altrettanti remix come quelli di After Life di Tchami e Are You with Me di Lost Frequencies. Nel 2018 Tom Budin ottiene notevole successo grazie al brano X With U, prodotto assieme alla cantante britannica Luciana, in grado di arrivare al primo posto della “Billboard Dance Club Songs Chart”. Nel 2020, con il singolo Wandering Souls, l’australiano approda sulla Hexagon, l’etichetta di Don Diablo.

## Discografia

### Singoli
- 2015: Keeto (We Party)
- 2015: Where's The Love
- 2015: Cheeky Charlie
- 2015: Into The Sun
- 2015: Sizzle
- 2016: Too Far Gone (con KYA)
- 2016: Mike Baird
- 2016: Work It Out (con Higher Self)
- 2017: We Are Done (con Enya Angel)
- 2017: Freek
- 2017: Price on Love (feat. Jack Wilby)
- 2017: Trompeta
- 2017: X With U (con Luciana)
- 2017: On My Side (feat. Jack Wilby)
- 2018: Right Now (con DLMT)
- 2019: Shake That
- 2019: Hold On (feat. Tylah Winyard)
- 2019: Truth Is
- 2020: Sugar's Delight
- 2020: Milk And Honey (con Lucky Luke)
- 2020: Wandering Souls (con Kopa)
- 2020: All For Nothing
- 2020: Love You Feel (con Hi Motive)
- 2020: Down (con SLVR feat. ANML KNGDM)

### Remix
- 2013: Zedd feat. Foxes – Clarity
- 2014: Jennifer Hudson feat. R. Kelly – Its Your World
- 2014: The Bloody Beetroots feat. Peter Frampton – The Beat
- 2014: Peking Duk – Feels Like
- 2015: Husky feat. Natalie Wood – Next To You
- 2015: Lost Frequencies – Are You with Me
- 2015: Rob Pix feat. Barry Tones – Jack That
- 2015: Panzer Flower feat. Hubert Tubbs – We Are Beautiful
- 2015: Tchami feat. Stacy Barthe – After Life
- 2016: Dave Audè feat. Luciana – Yeah Yeah
- 2016: Offaiah – Trouble
- 2016: Britney Spears feat. G-Eazy – Make Me
- 2016: Joel Fletcher feat. Miracle – Mufasa
- 2016: JDG e Samual James feat. KARRA – Dynasty
- 2017: L'Tric – The Way You Are
- 2017: Kronic e Leon Thomas – Rendezvous
- 2017: Torren Foot – Love Me
- 2017: Mashd N Kutcher feat. Park Avenue – Pretend
- 2017: Timmy Trumpet e Qulinez – Satellites
- 2017: SCNDL – Find My Way
- 2019: Secret Spade – Over You
- 2019: Young Bombs – Starry Eyes
- 2019: Loui PL – Right Here
- 2019: Dj Cruz – No Problems